# Den sidste lejr
Den sidste lejr er en dansk dokumentarfilm fra 1985, der er instrueret af Jens Vestergaard.

## Handling
Nomadernes liv i Mauretanien er under pres. Tørken og ørkenen har krævet deres land. Et træplantningsprojekt iværksættes.